# Versorgungsanstalt des österreichischen Notariates
In Österreich erfolgt die Versorgung der Notare im Ruhestand, der Notariatskandidaten im Ruhestand und deren Hinterbliebenen durch die Versorgungsanstalt des österreichischen Notariates. 
Die Versorgungsanstalt ist eine Körperschaft des öffentlichen Rechtes und hat Rechtspersönlichkeit. Sie ist berechtigt, das Wappen der Republik Österreich in Siegeln, Drucksorten und Aufschriften zu verwenden. (BGBl. I Nr. 100/2018) Sie ist aus der Pensionsversicherungsanstalt des österreichischen Notariates hervorgegangen, welche bereits mit dem Notarversicherungsgesetz vom 28. Oktober 1926 (BGBl 317/1926) als erste eigenständige Sozialversicherung eines freien Berufes geschaffen worden war.
Am 13. Dezember 2018 beschloss der Österreichische Nationalrat mit dem Sozialversicherungs-Organisationsgesetz (SV-OG) die Zusammenführung der bestehenden 21 auf fünf Sozialversicherungsträger. Die Versicherungsanstalt des österreichischen Notariats (VAN) war einer dieser 21 Sozialversicherungsträger. Ihre Bezeichnung wurde auf Versorgungsanstalt geändert (Kurzform weiterhin VAN). Dabei wurde im Wesentlichen lediglich die Terminologie überarbeitet. Es gibt keine wesentlichen inhaltlichen Unterschiede zwischen dem NVG 1972 in der zuletzt geltenden Fassung und dem NVG 2020. Aus den Erläuternden Bemerkungen im Anhang zur Regierungsvorlage zum Sozialversicherungs-Organisationsgesetz ergibt sich, dass die Versorgung nach dem Notarversorgungsgesetz für diese Berufsgruppe als in sich homogene Risikogemeinschaft als „Sozialversicherung“ im Sinne von Art 10 Abs 1 Z 11 B-VG anzusehen ist. Eine Einbeziehung in das allgemeine Pensionssystem der Selbständigen (SVS) war aus verschiedenen Gründen nicht möglich – insbesondere, weil das Regelpensionsalter der Notare (im Unterschied zu allen anderen Berufsgruppen in Österreich) nach dem siebzigsten Geburtstag liegt.
Präsident der Versorgungsanstalt ist Arno Weigand.